# حيوان متعدد التسنين

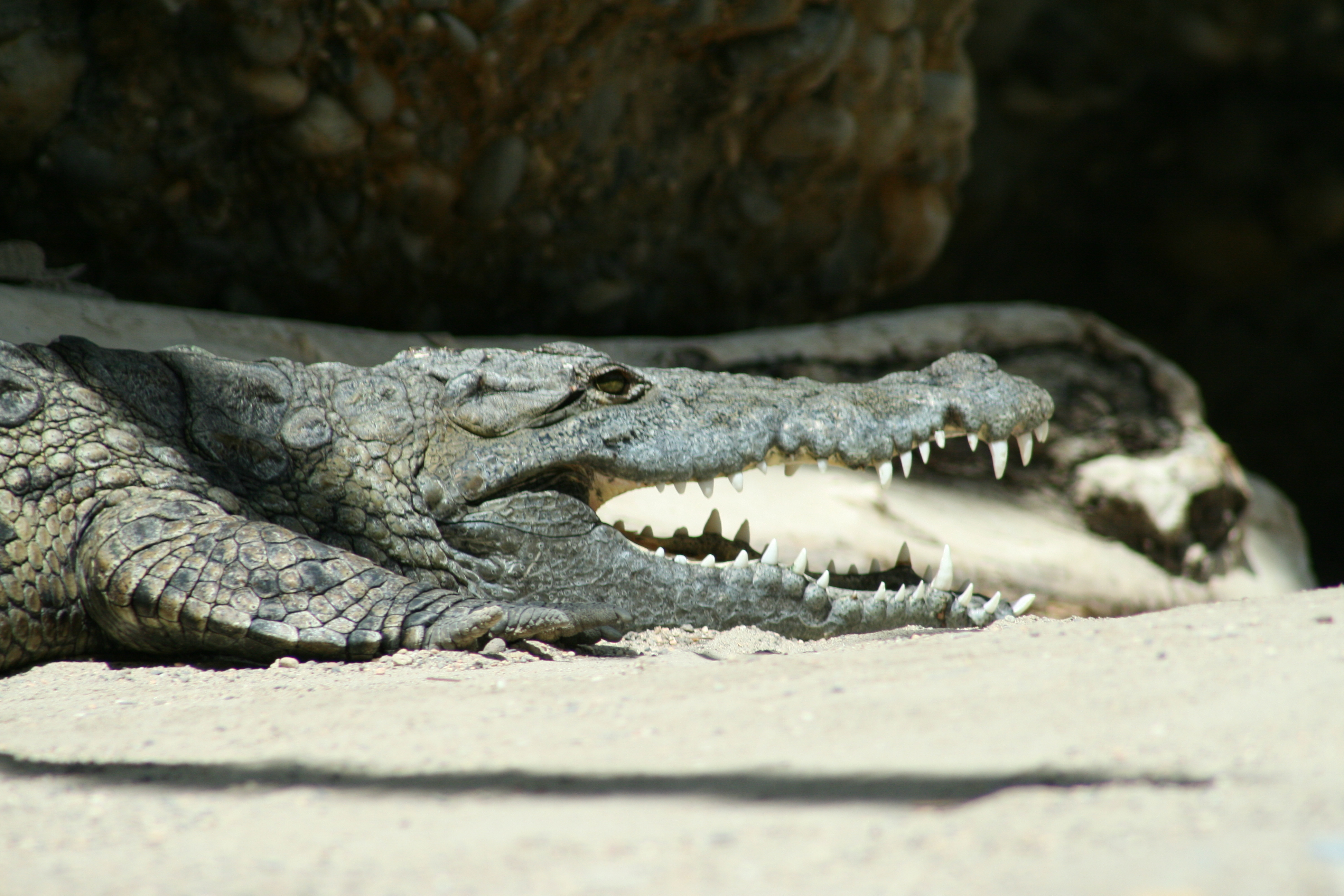
تمساح النيل (Crocodylus niloticus)

مُتَعَدِّدُ الإِثْغار أو حيوان متعدد التسنين (بالإنجليزية: polyphyodont) هو أي حيوان الذي تُستبدل أسنانه باستمرار. على نَقِيض، حيوان ثنائي التسنين إذ يتميز بامتلاكه مجموعتين متتاليتين فقط من الأسنان.
تتضمن حيوانات متعددة التسنين معظم الأسماك ذات الأسنان، والعديد من الزواحف مثل التماسيح و الْوَزَغ (أبو بريص)،  ومعظم الحَيَوَانَاتٌ الفِقَارِيَّةٌ الأخرى، والثدييات هي الاستثناء الرئيسِ.

## نمو
تنمو الأسنان المستديمة الجديدة في الفكين، عادةً تحت السن القديم أو خلفه مباشرًة، من الخلايا الجذعية الموجودة في الصفيحة السنية. عادةً ما يكون لدى الحيوانات الصغيرة مجموعة كاملة من الأسنان عندما تفقس؛ لا يوجد تغيّر سني في البويضة. وفي غضون أيام، يبدأ استبدال الأسنان، وغَالِبًا في الجزء الخلفي من الفك ويستمر للأمام مثل الموجة. بمُعَدَّل، تُستبدل الأسنان كل بضعة شهور.

## تمساحيات
التمساحيات هي الفقاريات الوحيدة غير الثديية التي لها أسناخ سنيّة. ينمو لدى القاطور سنًا متتابعًا (سن بديل صغير) تحت كل سن وظيفي ناضج للاستبدال مرة واحدة في السنة، وكل سن يُستبدل حتى 50 مرة في حياة التمساح. يُبحث عن التماسيح لتجديد الأسنان لدى البشر.

## تطور في الثدييات
يُعتبرون خروف البحر والفيلة والكنغر غير عاديين بين الثدييات لأنها حيوانات متعددة التسنين، على عكس معظم الثدييات الأخرى التي تُستبدل أسنانها مرة واحدة فقط في حياتها (صنف ثنائية التسنين). إلا أنَّ معظم الثدييات الأخرى الموجودة ليست عديدة التسنين، عدا أسلاف الثدييات كانوا كذلك. خلال تطور وحشيات الأقواس، كانت هناك فترة كانت فيها الثدييات صغيرة جدًا وقصيرة العمر لدرجة أن تآكل الأسنان لم ينتج عنه أي ضغط اختياري كبير لاستبدالها باستمرار. وبدلًا من ذلك، طورت الثدييات أنواعًا مختلفة من الأسنان التي كوّنت وحدة قادرة على كسر الهيكل الخارجي للمفصليات. تطوّرت الأضراس (الطواحن) لاحقًا (كما حدث سابقًا في سيرابودا وديبلودوكس. تمضغ الثدييات طعامها إذ يتطلب مجموعة من الأسنان القوية، الملتصقة بقوة، و صف أسنان كامل من دون فراغات.
ليس لدى خروف البحر أسنان قاطعة أو أنياب، بل مجرد مجموعة من أسنان الخد، والتي لا تتمايز بوضوح إلى أضراس و ضواحك. تُستبدل هذه الأسنان باستمرار طوال حياتها بأسنان جديدة تنمو في الخلف إذ تتساقط الأسنان القديمة من مسافة أبعد إلى الأمام في الفم، وهي عملية تُعرف باسم تقدم الأضراس الخلفية أو الأضراس المتحركة.